# کلر ویارت
کلر جولی لیلیان ویارت (متولد ۱۶ فوریه ۱۹۷۷) یک عصب‌شناس و بیولوژیست فرانسوی است که به مطالعه مدارهایی که کنترل حرکت را تنظیم می‌کنند، مشغول است. او نشان نشان ملی لیاقت را دریافت کرده است.

## دوران کودکی
ویارت در خانواده‌ای علمی به دنیا آمد. مادرش، فرانسوا بروشار-ویارت، یک فیزیکدان برجسته فرانسوی و استاد مؤسسه کوری است. پدرش، پیر-ژیل دو ژن، یک فیزیکدان برنده جایزه نوبل بود.
با وجود غیبت عمده پدر در زندگی، ویارت و خواهران و برادرانش توسط مادرشان بزرگ شدند، هرچند کلر از پدرش به عنوان «ستونی که خانواده ما را به هم پیوسته نگه داشت» یاد می‌کند.

## تحصیلات
ویارت دردانشسرای عالی نرمال در پاریس تحصیل کرد. او سپس دکترای خود را در زیست‌فیزیک از دانشگاه لویی پاستور (که اکنون به دانشگاه استراسبورگ شناخته می‌شود) دریافت کرد و در سال ۲۰۰۳ آن را تکمیل نمود.
ویارت در آزمایشگاه دیدیه شاتنه به تحقیق پرداخت و بر روی شبکه‌های کوچک با معماری کنترل‌شده تحقیق کرد.

## تحقیقات و حرفه
ویارت بین سال‌های ۲۰۰۵ تا ۲۰۱۰ به مدت پنج سال پژوهش‌های پسادکتری خود را در دانشگاه کالیفرنیا، برکلی انجام داد. او برای مدت یک سال در آزمایشگاه نوآم سوبل کار کرد و اثرات ترکیبات موجود در ترشحات بدن بر حس بویایی را مورد بررسی قرار داد. سپس در آزمایشگاه یودی ایساکوف فعالیت کرد و از اپتوژنتیک — تنظیم فعالیت‌های عصبی با استفاده از نور — برای مطالعه کنترل رفتار در لاروهای گورخرماهی استفاده کرد.
در سال ۲۰۱۱، ویارت آزمایشگاه خود را در مؤسسه مغز و نخاع (ICM) در پاریس راه‌اندازی کرد. او برای تحقیقات خود از منابع مالی بین‌المللی، از جمله شورای تحقیقات اروپا، برنامه علوم مرزی انسانی و مؤسسه ملی سلامت ایالات متحده، کمک مالی دریافت کرده است.
تیم او بررسی می‌کند که چگونه مسیرهای نورو مدولاتوری در سیستم عصبی مرکزی (مغز و نخاع) بر حرکت و وضعیت بدن تأثیر می‌گذارند. آزمایشگاه او سه حوزه اصلی پژوهشی دارد: تأثیر نورو مدولاسیون و آزادسازی پپتیدها بر نورون‌های شبکه رتیکولواسپینال و نورون‌های در تماس با مایع مغزی نخاعی (CSF)؛ ارتباط بین CSF و شکل‌گیری محور بدن و اسکولیوز؛ و استراتژی‌های نوین برای درمان آسیب‌های نخاعی.
ویارت در مصاحبه‌ای در سال ۲۰۱۵ توضیح داد که هدف او درک چگونگی فعال‌سازی مجدد مدارهای حرکتی در انسان‌هاست.
آزمایشگاه ویارت به‌طور خاص بر نورون‌های مژک‌دار تمرکز دارد که با مایع مغزی نخاعی (CSF) در تماس هستند؛ این نورون‌ها هم سیگنال‌های مکانیکی و هم شیمیایی را ادغام می‌کنند و به مدارهای حرکتی نخاع پروژه دارند. در کنار مدارهای مغزی و واکنش‌ها، این نورون‌ها نمایانگر یک مدار سوم هستند که حرکت را تنظیم می‌کند.
مورفولوژی و نشانگرهایی که این نورون‌ها بیان می‌کنند، در گورخرماهی کشف شده‌اند و در سایر جانوران از جمله موش‌ها و ماکاک‌ها نیز حفظ شده‌اند.
ویارت در همکاری با دانشجوی دکترای سابق خود، اولیویه میرَت، نرم‌افزار زبرا زوم را برای تحلیل رفتار لاروهای گورخرماهی راه‌اندازی کرد.
او در هیئت مشاوره مجله زیست‌شناسی کنونی فعالیت دارد، عضو هیئت مدیره شبکه برتری FENS-کاولی است، و در شورای علمی بنیاد تحقیقات پزشکی (FRM) نیز عضو است.
در طول کرونا، ویارت با ماری-کلود پوتیه همکاری کرد تا آزمایشی غربالگری برای این ویروس با استفاده از نمونه‌های بزاق و خلط توسعه دهد.

## ارتباطات علمی و آموزش عمومی
در دوران دکتری، ویارت هر ماه دو بار کارگاه علمی برای کودکان در موزه اکسپلورادوم برگزار می‌کرد. پس از تکمیل دکتری، او یک سال در پروژه ترما در نپال و هند فعالیت کرد و با استفاده از آزمایش‌های عملی علوم را در مدارس تبتی تدریس می‌کرد. این فعالیت با دریافت جایزه «دِفی ژِنوس» مورد تقدیر قرار گرفت. ویارت به همراه تیم خود در مؤسسه مغز و نخاع (ICM)، از لاروهای گورخرماهی برای آموزش اصول اولیه رشد به دانش‌آموزان ابتدایی و راهنمایی استفاده می‌کند.